# بليونش (تغرامت)
بليونش هي إحدى مشيخات المملكة المغربية، تتبع جغرافيا لإقليم الفحص أنجرة وإداريًا لتغرامت. يقدر عدد سكانها بـ 4900 نسمة حسب الإحصاء الرسمي للسكان والسكنى لسنة 2004.